# Gustavia superba
Gustavia superba – gatunek drzewa z rodziny czaszniowatych (Lecythidaceae). Występuje w Ameryce Centralnej (w Panamie) i północno-zachodniej Ameryce Południowej (w Kolumbii i Ekwadorze). Uprawiane bywa w tropikalnych ogrodach botanicznych, w tym w Singapurze. Ma jadalne owoce, zwykle gotowane, opisywane jako przypominające mięso w smaku. Są one bogate w witaminy A, B i C.

## Morfologia

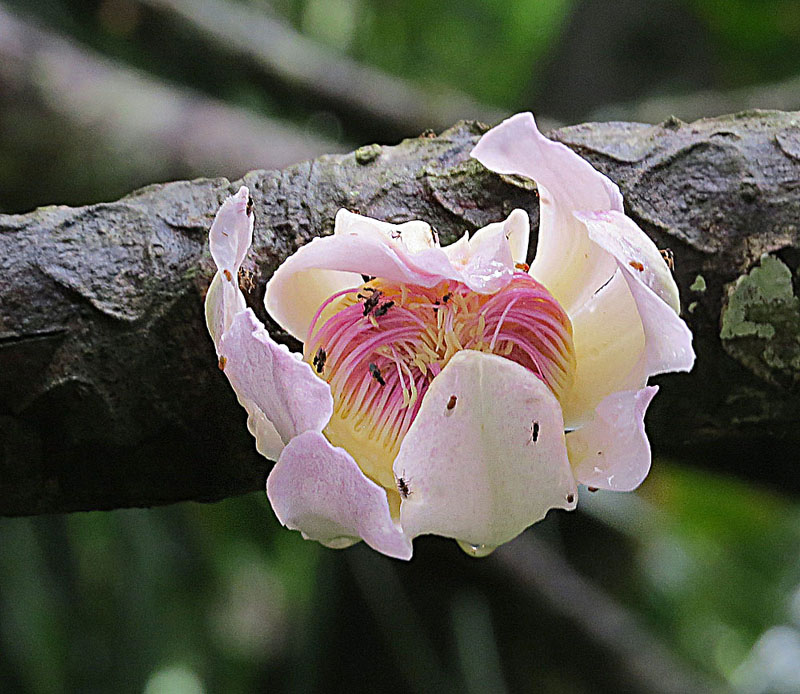
Kwiat

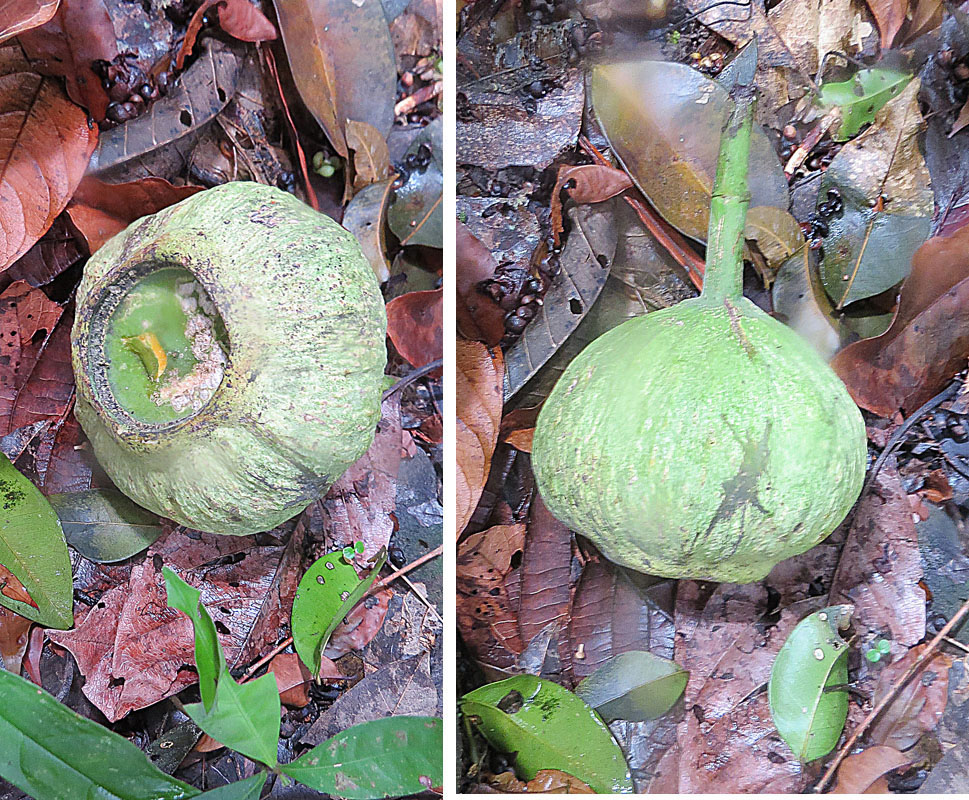
Owoc

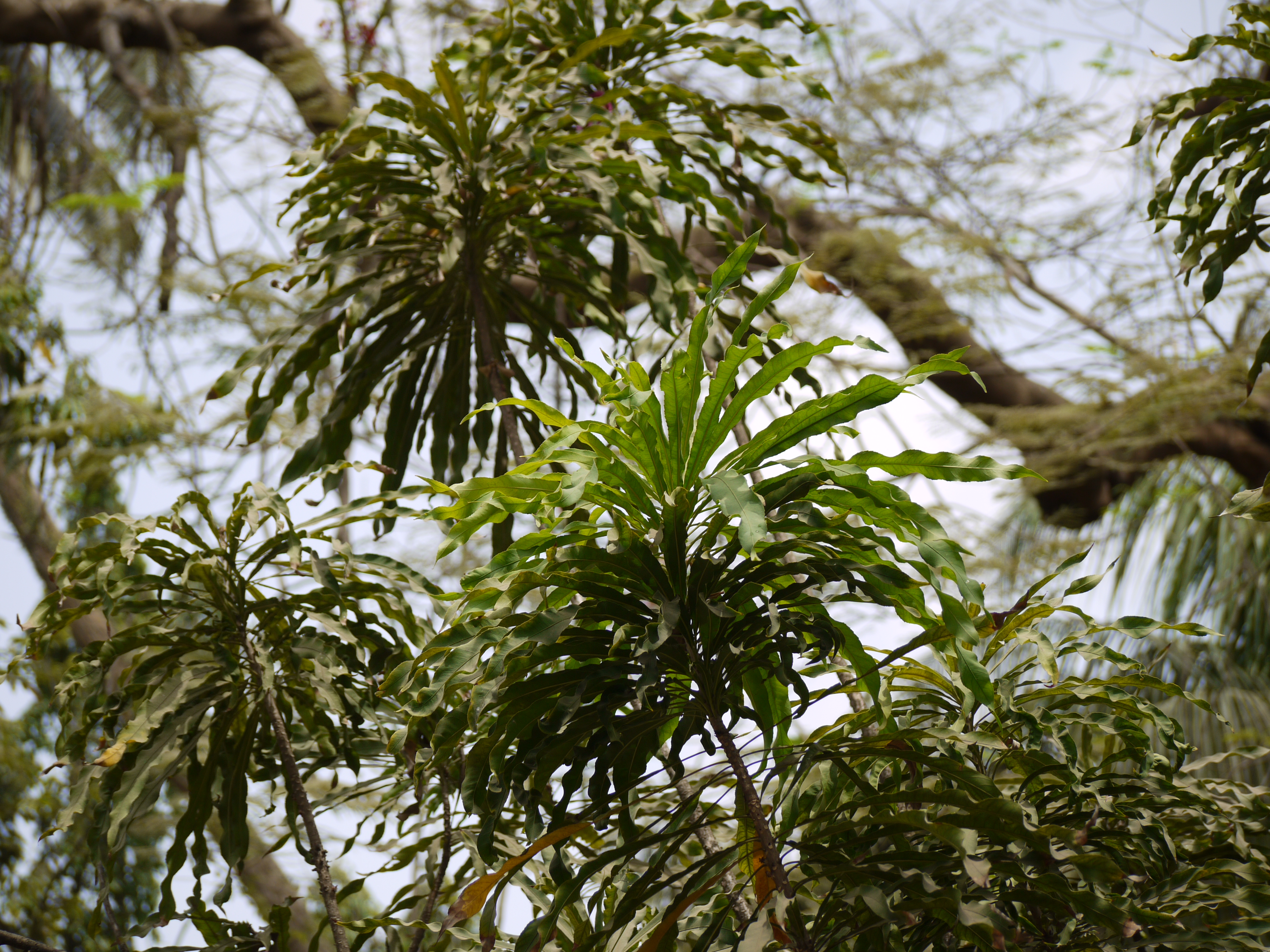
Liście

Drzewo osiągające 5-10 metrów wysokości, słabo rozgałęzione, z liśćmi skupionymi na górze, jak u palmy. Owoce są kulistawe do gruszkowatych. Wewnątrz twardej zielonej owocni znajduje się kilka dużych nasion o średnicy około 4 cm zagłębionych jest w żółto-pomarańczowym miąższu.

## Biologia i ekologia
Naturalnie występuje w podszycie lasów wtórnych. Wymaga dużej wilgotności, nasłonecznienia i przepuszczalnej gleby. Liście są ulubionym pożywieniem iguan. 
Wyróżnia się zdolnością do regeneracji rośliny z fragmentów liścienia.